# 菲兰达里
菲兰达里（義大利語：Filandari），是意大利维博瓦伦蒂亚省的一个市镇。总面积18平方公里，人口1892人，人口密度105.1人/平方公里（2009年）。